# S druge strane Mjeseca
S druge strane Mjeseca petnaesti je studijski album hrvatske grupe Magazin. Album su 2002. godine objavile diskografske kuće Croatia Records i Tonika. Ovo je četvrti album grupe Magazin s Jelenom Rozgom kao vodećim vokalom.

## Pozadina
Godine 2000. grupa Magazin objavila je album Minus i plus. Album je ostvario značajan komercijalni uspjeh. Na albumu se našli brojni hitovi: Je l' zbog nje, Minus i plus, Kasno je, Nemam snage da se pomirim, Ako poludim i Rapsodija.  Grupa je trebala nastupati na Dori 2002. s pjesmom Ko me zove, ali je povučena te grupa s tom pjesmom nastupa na Radijskom festivalu u Šibeniku. Nakon toga nastupaju na Melodijama hrvatskog Jadrana '02. s pjesmom Ne vjerujem tebi, ne vjerujem sebi. Dvije godine nakon albuma Minus i plus, 2002. godine, objavljen je album S druge strane Mjeseca.

## O albumu
Album je dobio naziv po istoimenoj pjesmi koja je ostvarila značajan komercijalni uspjeh. Na albumu se nalazi 10 pjesama (zapravo 9, budući da su na albumu dvije verzije pjesme Dani su bez broja). Na albumu se našao i duet: pjesma Dani su bez broja s Esmom Redžepovom. Autori većine pjesama su Vjekoslava Huljić i Tonči Huljić. Neno Ninčević napisao je tekst za pjesmu Otkada sam bez tebe, dok je na pjesmi Dani su bez broja sudjelovao Dobrica Vasić.   Producent gotovo svih pjesama je Fedor Boić (osim pjesme S druge strane Mjeseca na kojoj je radio Remi Kazinoti i pjesme Dani su bez broja koju je producirao Nikša Bratoš). Producent albuma je Fedor Boić, a supervizor Tonči Huljić. Album je sniman u tri različita studija: studiju Tomislava Mrduljaša u Splitu, studiju Croatia Recordsa i u studiju Rockoko. Album je zvukovno kohezivan i prevladava pop zvuk.

## Komercijalni uspjeh
Poput prethodnog albuma, S druge strane Mjeseca je ostvario je značajan komercijalni uspjeh. Na albumu se našli brojni hitovi: S druge strane Mjeseca, Ne vjerujem tebi, ne vjerujem sebi, Dani su bez broja, Ko me zove i Prorok. 

## Popis pjesama
| S druge strane Mjeseca | S druge strane Mjeseca                                       | S druge strane Mjeseca           | S druge strane Mjeseca | S druge strane Mjeseca | S druge strane Mjeseca | S druge strane Mjeseca | S druge strane Mjeseca | S druge strane Mjeseca | S druge strane Mjeseca |
| Br.                    | Skladba                                                      | Autor                            | Producent(i)           | Trajanje               |                        |                        |                        |                        |                        |
| ---------------------- | ------------------------------------------------------------ | -------------------------------- | ---------------------- | ---------------------- | ---------------------- | ---------------------- | ---------------------- | ---------------------- | ---------------------- |
| 1.                     | »S druge strane Mjeseca«                                     | Tonči Huljić • Vjekoslava Huljić | Remi Kazinoti          | 4:13                   |                        |                        |                        |                        |                        |
| 2.                     | »Ne vjerujem tebi, ne vjerujem sebi«                         | Huljić • Huljić                  | Fedor Boić             | 4:37                   |                        |                        |                        |                        |                        |
| 3.                     | »Dani su bez broja (feat. Esma Redžepova)«                   | Huljić • Huljić • Dobrica Vasić  | Nikša Bratoš           | 4:03                   |                        |                        |                        |                        |                        |
| 4.                     | »'Ko me zove«                                                | Huljić • Huljić                  | Boić                   | 3:30                   |                        |                        |                        |                        |                        |
| 5.                     | »Prorok«                                                     | Huljić • Huljić                  | Boić                   | 4:09                   |                        |                        |                        |                        |                        |
| 6.                     | »Umrit il' živit«                                            | Huljić • Huljić                  | Bojić                  | 4:10                   |                        |                        |                        |                        |                        |
| 7.                     | »Ovisi o tebi«                                               | Huljić • Huljić                  | Boić                   | 3:47                   |                        |                        |                        |                        |                        |
| 8.                     | »Hajde reci kako«                                            | Huljić • Huljić                  | Boić                   | 3:31                   |                        |                        |                        |                        |                        |
| 9.                     | »Otkada sam bez tebe«                                        | Huljić • Neno Ninčević           | Boić                   | 4:04                   |                        |                        |                        |                        |                        |
| 10.                    | »Dani su bez broja (Bašalen Romalen) (feat. Esma Redžepova)« | Huljić • Huljić • Vasić          | Bratoš                 | 4:20                   |                        |                        |                        |                        |                        |
| 40:26                  |                                                              |                                  |                        |                        |                        |                        |                        |                        |                        |